# Водный вокзал (Петрозаводск)
Петрозаводский водный вокзал, или Речной вокзал, — здание и портовые сооружения Петрозаводского порта по обслуживанию водного пассажирского транспорта. Расположен на набережной Онежского озера, находится по адресу проспект Карла Маркса д. 1А.
Ещё при строительстве Петровского завода в 1703—1706 гг. неподалёку от современного вокзала была сооружена северная гавань-пристань Впоследствии, данное место было выбрано городским обществом в 1793 году для общественной пристани и пристанских построек. С тех пор причальные сооружения и здания пристани неоднократно перестраивались — деревянная пристань заменена на бетонную, вместо дебаркадеров и деревянных построек в декабре 1975 года по проекту архитекторов Е. Д. Розенфельда и С. Б. Клейнмана было сооружено двухэтажное здание водного вокзала. В здании действуют ресторан, гостиница, ночной клуб, участковый пункт полиции. Кассы и зал ожидания не работают.
С причала вокзала отправляются суда типа «Метеор» и «Комета» по маршрутам Петрозаводск — Кижи, Петрозаводск — Сенная Губа, Петрозаводск — Великая Губа. До 2010 г. существовала городская теплоходная линия Петрозаводск — Бараний берег. Также в навигацию причал используется туристическими теплоходами, в межнавигационный период для зимнего отстоя судов.
В июле 2010 г. на причале № 4 построен павильон, в котором разместились кассы пассажирских водных сообщений и зал ожидания.
|                                                         |                      |                                     |
| Водный вокзал в 2013 году, вид с проспекта Карла Маркса | Пассажирские причалы | Пассажирский павильон у причала № 4 |